# Сото, Антонио
Анто́нио Со́то Канале́хо (исп. Antonio Soto Canalejo; Ферроль, 8 октября 1897 года — Пунта-Аренас, 11 мая 1963 года), известный также как Эль-Гальего Сото и лидер восставшей Патагонии (исп. El líder de la Patagonia rebelde), был одним из главных руководителей анархо-синдикалистов во время сельскохозяйственных забастовок в Патагонии (Аргентина) в 1921 году.

## Биография

### Ранние годы и юность
Он родился 8 октября 1897 года в галисийской деревне Ферроль (провинция Ла-Корунья), в семье Антонио Сото и Консепсьоны Каналехо. В возрасте 13 лет оказался в Буэнос-Айресе. Рос без отца, и, вместе с братом Франсиско, жил в нужде, не смог окончить начальное образование. С юных лет его привлекали анархистские идеи, особенно идеи синдикалистов. В 1914 году 17-летний Сото отказался вступать в испанское ополчение, которое отправляли воевать в Марокко. В 1919 году он присоединился к труппе театра «Серрано-Мендоса», которая выступала в патагонских портах в Аргентине и Чили: Пунта-Аренас, Пуэрто-Наталес, Пуэрто-Монт и др.
В январе 1920 года в городе Трелью (провинция Чубут) вспыхнуло народное восстание. Начавшись с забастовки на одном предприятии, оно вскоре охватило почти всё население в протесте против губернатора, полиции и крупных торговцев. Антонио Сото поддерживает бастующих рабочих, занимается агитацией в их среде. При подавлении восстания он был арестован и выслан за пределы провинции. Он отправился в Рио-Гальегос, куда его привлекло активное рабочее движение столицы провинции Санта-Крус.

### Начало политической карьеры
До и после выступлений в театре он посещает местное Рабочее общество (Sociedad Obrera). Там он познакомился с доктором Хосе Марией Борреро, замечательным оратором. Борреро призывает молодого человека остаться и вступить в профсоюз; он понял, что Сото — по натуре борец, что он имеет идеологическую подготовку и что он умеет выступать на собраниях. Сото оставляет театральную труппу и остаётся в Патагонии. Он устраивается работать докером в порту.
24 мая 1920 года Сото был избран генеральным секретарём Рабочего общества Рио-Гальегос. В июле того же года Общество трудящихся по согласованию со всеми профсоюзами в других городах провинции Санта-Крус объявляет забастовку гостиничных работников по всей территории и работников в портах. Они требуют повышения зарплаты.

### Участие в первой патагонской забастовке
Ситуация в начале 1921 года была сложной: в Рио-Гальегос и Пуэрто-Десеадо была объявлена всеобщая забастовка, кроме того был объявлен бойкот трём магазинам. 16 января по приказу губернатора Эдельмиро Корреа Фалькона начались репрессии против бастующих. Советник Общества трудящихся Хосе Мария Борреро и другие члены организации арестованы, но Антонио Сото удалось избежать ареста.
Антонио Сото тайно едет в Буэнос-Айрес. О его прибытии 29 января сообщает газета «Рабочая организация», орган ФОРА. Сото представляет на конгрессе синдикалистов Рабочее общество города Рио-Гальегос. Сото ищет на конгрессе поддержки в конфликте в провинции Санта-Крус. Рабочий съезд с участниками со всей страны проходил в Ла-Плате с 29 января по 5 февраля 1921 года. Сото выступил на нём с критикой отсутствия солидарности федерального совета с рабочим движением в Патагонии.
Радикальное правительство Иполито Иригойена направляет в Патагонию войска под командованием подполковника Эктора Бениньо Варелы. Оценив ситуацию на месте, Варела сообщил, что ответственными за происходящее являются крупные землевладельцы, эксплуатирующие сельских рабочих, и что работодатель должен улучшить условия труда. Стороны сложили оружие, Варела проследил, чтобы землевладельцы выполнили принятые на себя обязательства, и вернулся в Буэнос-Айрес.

### Участие во второй патагонской забастовке
Землевладельцы продолжали задерживать заработную плату рабочим, условия труда не улучшились. Тогда Антонио Сото призвал Рабочее общество к всеобщей забастовке на неопределённый срок. 25 марта 1921 года забастовка началась. Губернатор провинции и землевладельцы призвали Варелу и его войска на помощь в подавлении восстания. В провинции Санта-Крус начались жестокие репрессии, включая расстрелы бастующих рабочих.
15 сентября 1921 года Сото с товарищами уходят в сторону гор с обозом. По пути они экспроприировали оружие и продовольствие в обмен на ваучеры, по которым обещали расплатиться после успеха восстания. В ряде имений они взяли в заложники администраторов и владельцев. К 5 ноября все крупные хозяйства на юге Санта-Крус захвачены восставшими. Рабочие взяли под контроль дороги, передвигаясь колоннами по 50-200 человек под красно-чёрным флагом. Сото встретился в Пунта-Альте с другими лидерами восставших — Гранья, Самбучетти и Монгильницки (Mongilnitzky). Там они решают, что Сото продолжит руководить движением в сельской местности, а оставшиеся трое проникнут в Рио-Гальегос, чтобы заменить удерживаемых в плену лидеров восстания и обосноваться в городе. По прибытии в Рио-Гальегос трое анархистов были схвачены, избиты и помещены под стражу.
Тем временем на рабочие колонны Пинтоса, Рамона Отерельо и Альбино Аргуэльеса напали войска полковника Уго Варелы, они понесли потери. Движение было разделено на две части: колонна Антонио Сото и колонна Хосе Фонта (более известного как Факон Гранде, «большой ястреб»). До начала декабря Сото удерживал под своим контролем территории к югу от озера Аргентино и Вьедма, под его началом было до 600 рабочих, группа базировалась в имении La Anita.
Армия вступила в этот район к 7 декабря. На собрании на базе восставших чилийский рабочий Хуан Фарина предлагает сдаться, и подавляющее большинство сельских рабочих поддерживают его. Сото настаивает, что борьбу необходимо продолжить, но в конце концов соглашается направить двух человек с белым флагом, чтобы запросить условия и гарантии в дополнение к соблюдению положений прошлогоднего соглашения. Военные просто расстреляли парламентёров.
Подойдя к имению Ла-Анита, военные потребовали безоговорочной капитуляции всех повстанцев. Сото произносит пламенную речь, которая однако не убедила большинство его товарищей. Они решают сдаться и прекратить забастовку. Сото и ещё двенадцать человек скрываются верхом в Чили. Погоне не удалось настичь их.

### Жизнь в Чили и последние годы
Пять дней Антонио Сото преследовали аргентинские военные и чилийские карабинеры, но ему удалось бежать в Пуэрто-Наталес, откуда на небольшой шхуне он перебрался Пунта-Аренас. Там его приютила Федерация трудящихся провинции Магальянес. Сото боялся, что его выдадут властям, поэтом на пароходе он отправился в Вальпараисо, и позже работал на добыче селитры на севере Чили. Суровые условия труда подорвали его здоровье, и через несколько лет он вернулся в Вальпараисо.
В 1933 году он отправился инкогнито в Рио-Гальегос, чтобы объяснить свои действия в забастовке 1921 года, и вступил в контакт с бывшими товарищами, готовил новое восстание, но был выслан губернатором Грегоресом. Сото отказался от активизма, не отступив от своих анархистских идеалов.
Он поселился в Пунта-Аренасе (Чили) и управлял небольшим отелем, местом встречи либертарианцев, интеллектуалов и вольнодумцев. Сото основал Испанский республиканский центр, галисийское культурное общество и филиал Красного Креста в Пунта-Аренасе. В Пуэрто-Наталесе он открыл кинотеатр «Либертад». 11 мая 1963 года Сото умер в Пунта-Аренасе в возрасте 65 лет. В его похоронах участвовали многочисленные либертарианцы, республиканцы и колонна студентов (Сото вдохновил первую студенческую забастовку в Пунта-Аренасе, за повышение зарплаты преподавателей). Его могила находится на городском кладбище в нише № 95 секции 1 Ангамос.
Имя Антонио Сото носит улица на его родине в Ферроле (Галисия). О восстании в Патагонии и роли Сото в нём снят аргентинский фильм «Мятежная Патагония» (1974).